# پاشوویتسه
پاشوویتسه (به چکی: Pašovice) یک منطقهٔ مسکونی در جمهوری چک است که در ناحیه اوهرسکه هرادیشتی واقع شده‌است. پاشوویتسه ۴٫۸۳ کیلومتر مربع مساحت و ۷۱۰ نفر جمعیت دارد و ۲۳۷ متر بالاتر از سطح دریا واقع شده‌است.